# ديه كلارك
ديه كلارك (بالإنجليزية: Des Clarke)‏ هو كوميدي ارتجالي بريطاني، ولد في 13 يناير 1981 في غلاسكو في المملكة المتحدة.